# أوكفيلد (نيويورك)
أوكفيلد (بالإنجليزية: Oakfield (town), New York)‏ هي معلم جغرافي تقع في الولايات المتحدة في مقاطعة جينيسي. يقدر عدد سكانها بـ 3,250 نسمة .